# Zdrazilův dům (Opava)
Zdrazilův dům je secesní činžovní dům na Olomoucké ulici čp. 56 v opavské městské části Předměstí, vystavěný roku 1900. Od 3. května 1958 je objekt památkově chráněn.

## Historie a popis
Činžovní dům byl vystavěn v roce 1900, jenž svou hmotovou skladbou připomíná doznívající historismus v architektuře. Jedná se avšak o jednu z prvních vlaštovek secese v Opavě. Krátce po dokončení stavby, v roce 1904, se do něj nastěhoval opavský malíř Adolf Zdrazila, který se podílel na výzdobě objektu. Z jeho dílny pochází freska na fasádě, vyobrazující tančící dívky v prosluněné krajině, pod níž se v supraportě okna do třetího podlaží nachází plastický feston. Vedle Zdražilovy fresky je dům zdoben nesouvislým štukovým dekorem a pásovou rustikou.
Dominantou stavby, jejíž symetrii narušuje přístaveb s verandou a balkonem, je nárožní hranolová věž. Průčelí do Olomoucké ulice je čtyřosé, s výjimkou nárožní věže, kde se nachází jen jedna okenní osa s trojdílnými okny. Okna prvního patra jsou akcentována výraznou plastickou nadokenní římsou.
V roce 1979 skrýval objekt šest bytových jednotek a podkrovní ateliér, jež byly ve správě Okresního podniku bytového hospodářství Opava.